# Тобіас Ребергер
Тобіас Ребергер (нім. Tobias Reһberger нар. 1966, Еслінген, Німеччина, живе і працює у Франкфурті, Німеччина) — сучасний німецький художник .

## Освіта
- Hochschule fur Bildende Kunst, Франкфурт, Німеччина

## Творчість
Тобіас Ребергер почав працювати на початку 1990 -х і отримав міжнародне визнання в 1997, коли йому було присуджено Young Artist prize Венеційської бієнале . Ребергер переосмислює діяльність художника, за допомогою мистецтва намагаючись зрозуміти більше про структури і відносини. Концепція трансформації є центральною темою його мистецтва, яке обертається навколо неї і будується на ній. Ребергер зосередив свою енергію на процесі сприйняття і розуміння, темпоральності та почутті швидкоплинності, розірванні та неоднозначності.
В інсталяції on otto (демонструвалася в Fondazione Prada, Мілан, Італія 20 квітня — 6 червня, 2007) Ребергер деконструює процес створення фільму, створюючи твір мистецтва в зворотному порядку, починаючи з плаката до фільму і закінчуючи сценарієм. Відправною точкою цього проекту був плакат для фільму, який не існує. Плакат був використаний для установки загального тону виставки. Кожен учасник цього проекту використовував роботу попередніх осіб відправною точкою для свого вкладу. Наприклад, плакат був переданий дизайнерові титрів, потім матеріал був переданий звуковому редактору тощо. Кожен учасник міг звертатися з попередньою роботою на свій розсуд. Єдиним обмеженням було залишатися в рамках своїх професійні обов'язки і бюджету. Чотири тижні було надано кожному учаснику для завершення роботи. «On otto» не стільки завершений твір, скільки процес, який можна побачити. Одним з ключових аспектів інсталяції була участь Віллема Дефо, Кім Бейсінгер, Еммі Россум, Джастін Хенрі і Денні де Віто, які виконують роль глядачів в порожніх кінотеатрах. Метод деконструкції створення шоу підкреслюється за допомогою простору, де проект виставлений. Фрагменти фільму проектуються всередині і поза павільйонами, спонукаючи глядачів з'єднувати розрізнені частини разом.
Персональна виставка Тобіаса Ребергера American Traitor Bitch в Friedrich Petzel Gallery в 2006 була представлена однією великою роботою: човном, сконструйованим в Німеччині, розібранимі доставленим в Нью-Йорк по частинах. Робота Ребергера піднімає питання авторства, сприйняття, невірного тлумачення. В одному зі своїх попередніх проектів Тобіас Ребергер зробив нариси відомих марок автомобілів і відправив їх у Таїланд для виготовлення без подальших інструкцій. Результатом стали машини з впізнаваними рисами оригінальних брендів, а й з недоліками, які видавали копії. В «American Traitor Bitch» Ребергер співпрацював з датсько-в'єтнамським художником Danh Vo. Ребергер розширив свій метод, дозволивши Vo брати участь на концептуальному рівні, розсуваючи межі своєї стратегії. Унікальна історія батька Danh Vo про виживання після війни у В'єтнамі стала джерелом натхнення для даного проекту. Ріхбергер використовував ідеї Danh Vo і спогади його батька, готовий твір — результат їх різних поглядів та інтерпретацій. Після падіння Сайгона понад 20000 в'єтнамських громадян були евакуйовані на острів Phu Qouc, де вони жили в жахливих повоєнних умовах. Після чотирьох років сім'я Vo вирішила ризикнути і втекти, побудувавши великий човен, який зможе відвезти більше 100 біженців з В'єтнаму в Америку . Батько Vo знайшов спосіб для покриття виробничих витрат, знайшов матеріали, створив дизайн і дав хабара місцевим чиновникам, щоб вони дивилися в іншу сторону під час втечі. Після тривалої напруженої роботи човен була побудований і біженці вирушили в море. Їх вояж, однак, був перерваний великим датським танкером, який відбуксирував їх до берегів Данії. Сім'я Vo живе в Копенгагені досі. Паралелі між особистою історією сім'ї Danh Vo і стратегіями Ребергера формують основу співпраці.
Ребергер часто прагне дезорієнтувати сприйняття глядачем знайомого оточення за допомогою маніпуляцій з простором, світлом і дизайном. В Jack Lemmon's Legs and Other Libraries, Ребергер сконструював складну систему стелажів -ніш для розміщення тридцяти трьох телевізорів і сімнадцяти відеомагнітофонів . Кожен прихований телевізор показував одну з сімнадцяти відеобібліотек, які каталогізували сімнадцять видів пригод. Збірники складаються з таких обставин і дій як різання (дерев, м'яса, шкіри), удари (ляпаси, падіння яблук, удари автомобілів), курчата, що біжать , Том Круз, який стрибає, ноги Джека Леммона . У сукупності ці фрагменти пропонують абсурдну візуальну антологію світу за Ребергером. Утоплені в полки, телевізійні екрани не видно — все, що можна побачити, це мерехтіння світла, що відкидається екранами. Ребергер витісняє традиційне використання телебачення, посилюючи напругу між функціональним аспектом об'єкта і його естетичними якостями.

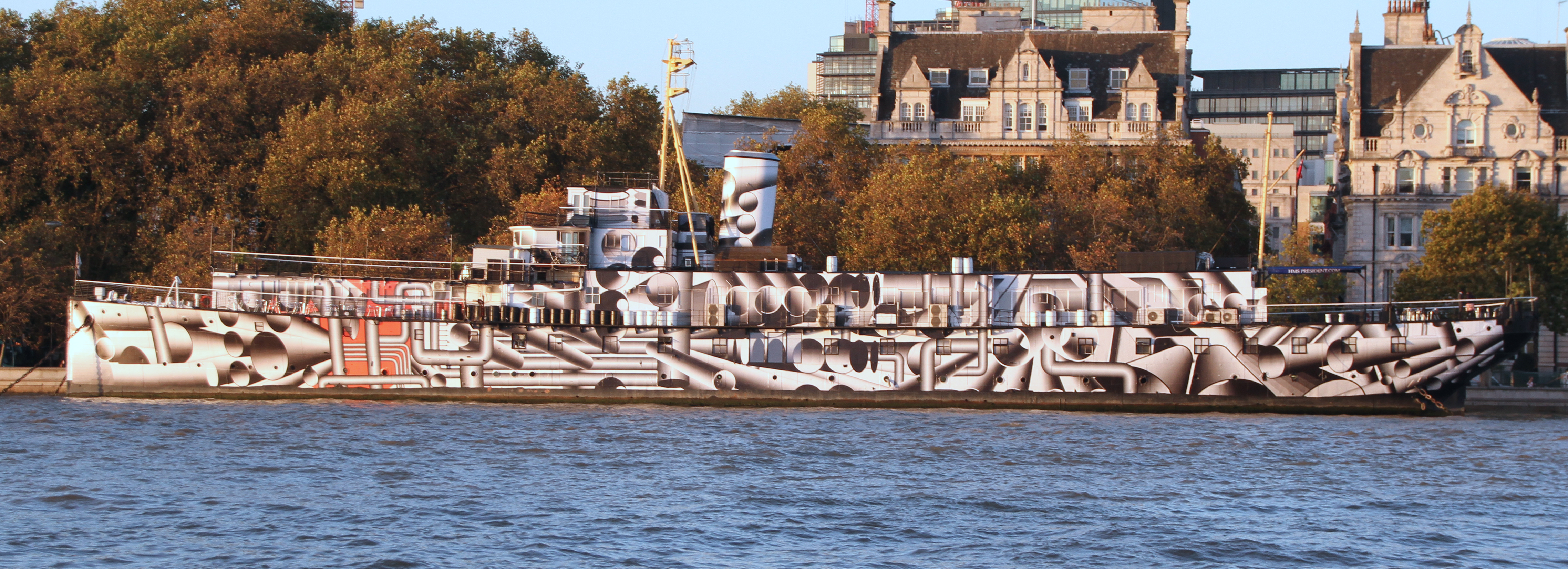
Корабель HMS President в сліпучій лівреї від Тобіас Ребергер

У 2003 на 50-й Венеціанській бієнале була представлена інсталяція Ребергера 7 ends of the world . 222 лампи з муранського скла, створені у співпраці з венеціанськими майстрами, звисали зі стелі виставкового залу. Лампи за кольором ділилися на сім груп, які представляли сім місць у світі. Сила світіння кожної колірної групи знаходилося в залежності від сили сонячного світла в кожній з семи обраних точок на Землі в поточний момент.
У 2008 в Музеї Людвіга в Кельні пройшла велика виставка робіт Ребергера (близько 40 робіт, створених протягом останніх 15 років). Експозиція була зроблена без урахування хронології та важливості творів для творчості художника, старі роботи отримали нове життя — Ребергер фактично створив новий твір зі старих робіт. Поєднуючи гру світла і тіней з живописом, він домігся зв'язку між об'єктами в просторі і плоским зображенням на стіні. Ретроспектива була перетворена в нову інсталяцію художника.
У 2009 Тобіасу Ребергеру було присуджено премію Hans-Thoma Prize (€ 25,000; премія була заснована в 1949 на честь художника і галериста Ханса Тома)  . Професор скульптури в Städelschule у Франкфурті, Ребергер був відзначений за роботи, в яких досліджує відносини між дизайном, архітектурою інтер'єру і особистими сферами за допомогою живопису, скульптури, інсталяцій та відео.
У 2009 на 53-й Венеціанській бієнале Тобіас Ребергер отримав Золотого лева  за роботу «What you love also makes you cry». Художник створив кафетерій в центральному павільйоні бієнале, який функціонував як ресторан і витвір мистецтва.

## Персональні виставки
- 2009 Cuckoo Clock Shop, Pilar Corrias Gallery, Лондон
- 2009 "Fragments of their pleasant spaces (in my fashionable version), Galerie Bärbel Grässlin, Франкфурт
- 2008 Die «Das-kein-Henne-Ei-Problem» -Wandmalerei, Museum Ludwig, Кельн
- 2008 Tobias Rehberger Galerie Micheline Szwajcer, Антверпен
- 2008 Tobias Rehberger — Stedelijk Museum Amsterdam, Амстердам
- 2008 Tobias Rehberger — Galería Heinrich Ehrhardt, Мадрид
- 2007 on otto, Fondazione Prada, Мілан
- 2006 Tobias Rehberger — ah non, je ne fais plus ça — Dépendance, Брюссель
- 2006 Tobias Rehberger — Haunch of Venison — London, Лондон
- 2006 American Traitor Bitch, Friedrich Petzel Gallery, Нью-Йорк
- 2006 Tobias Rehberger — Galerie Bärbel Grässlin, Франкфурт
- 2006 Negatives of a daily death, Galerie Micheline Szwajcer, Антверпен
- 2005 Tobias Rehberger — I die every day. Cor I 15,31 — Museo Nacional Centro de Arte Reina Sofía MNCARS, Мадрид
- 2005 Heaven's gate II — Tobias Rehberger — Giò Marconi Gallery, Мілан
- 2004 Tobias Rehberger — «Half the Truth» — Neugerriemschneider, Берлін
- 2004 Private Matters, Whitechapel Art Gallery, Лондон
- 2004 Tobias Rehberger — Artsonje Center, Сеул
- 2003 Main Interiors, Galerie Micheline Szwajcer, Антверпен
- 2002 Tobias Rehberger — «Night Shift» — Palais de Tokyo, Париж
- 2002 TOBIAS REHBERGER: Prescriptions, Descriptions, Recipes and Receipts — Museu Serralves — Museu de Arte Contemporânea, Porto
- 2002 Mínimo Denominador Común — Tobias Rehberger — Sala Montcada, Барселона
- 2002 Tobias Rehberger — Galleria Civica d'Arte Moderna e Contemporanea — GAM, Турин
- 2002 Geläut — bis ich's hör …, Центр мистецтв і медіатехнологій (ZKM) (Zentrum für Kunst und Medientechnologie Karlsruhe), Карлсруе (Німеччина)
- 2002 Tobias Rehberger — «Mütter innen, von aussen» — Galerie Bärbel Grässlin, Франкфурт
- 2001 Tobias Rehberger — Do Not Eat Industrially Produced Eggs — Staatliche Kunsthalle Baden-Baden, Баден-Баден
- 2001 Luci diffuse — Viafarini, Мілан
- 2000 Jack Lemmon's Legs and Other Libraries, Friedrich Petzel Gallery, Нью-Йорк
- 2000 Tobias Rehberger — … (whenever you need me) — Westfälischer Kunstverein, Münster
- 2000 Dusk — Tobias Rehberger — Giò Marconi Gallery, Мілан
- 1999 Tobias Rehberger — Galerie für Zeitgenössische Kunst — GfZK, Лейпциг
- 1999 Tobias Rehberger — Matrix 180 — Berkeley Art Museum and Pacific Film Archive BAM / PFA, Berkeley, CA
- 1 999 Tobias Rehberger, Galerie Micheline Szwajcer, Антверпен
- 1999 TOBIAS REHBERGER «Donald Judd» PLASTIK, 1994 — Galerie Andreas Binder, Мюнхен
- 1999 Tobias Rehberger: Nightprowler — De Vleeshal, Middelburg
- +1998 Tobias Rehberger — Moderna Museet, Стокгольм
- 1 998 Kunsthalle Basel Tobias Rehberger — Kunsthalle Basel, Базель
- 1997 Anastasia, Friedrich Petzel Gallery, Нью-Йорк
- 1996 Tobias Rehberger — Portikus, Франкфурт

## Публічні колекції
- Österreichischer Skulpturenpark, Унтерпремстеттен
- Vanhaerents Art Collection, Брюссель
- Inhotim Centro de Arte Contemporânea, Брумадінью
- FRAC — Nord-Pas de Calais, Дюнкерк
- FRAC — Ile-de-France Le Plateau, Париж
- FRAC — Haute-Normandie, Соттевіль-ле-Руан
- H2 — Zentrum für Gegenwartskunst im Glaspalast, Аугсбург
- Sammlung Haubrok, Берлін
- Sammlung Boros, Берлін
- Städel Museum, Франкфурт-на-Майні
- ZKM | Zentrum für Kunst und Medientechnologie Karlsruhe, Карлсруе
- Galerie für Zeitgenössische Kunst — GfZK, Лейпциг
- Städtisches Museum Abteiberg, Менхенгладбах
- Kunstraum Grässlin, Санкт-Георген
- Kunstmuseum Wolfsburg, Вольфсбург
- Museo Nacional Centro de Arte Reina Sofía MNCARS, Мадрид
- Museo de Bellas Artes Santander, Сантандер
- CGAC — Centro Galego de Arte Contemporánea, Сантьяго-де-Компостела
- Initial Access Frank Cohen Collection, Вулвергемптон (Англія)